# Снейфелл
Сне́йфелл (англ. Snaefell, мэн. Sniaul) — гора на Острове Мэн, самая высокая точка острова. Высота вершины Снейфелла над уровнем моря — 2036 футов или 621 метр. Название горы происходит из старонорвежского языка и значит в переводе «снежный холм». Гора с почти таким же названием (Snæfell) имеется также в Исландии.
Остров Мэн лежит практически в центре Британских островов, поэтому в погожий день с вершины горы можно одновременно увидеть Англию, Шотландию, Ирландию и Уэльс. В связи с этим на Острове Мэн говорят, что с вершины Снейфелла можно увидеть шесть королевств — сам Остров Мэн, Англию, Шотландию, Ирландию, Уэльс и небесное королевство. Иногда к этим королевствам добавляют ещё королевство Нептуна, то есть море.

## Транспорт

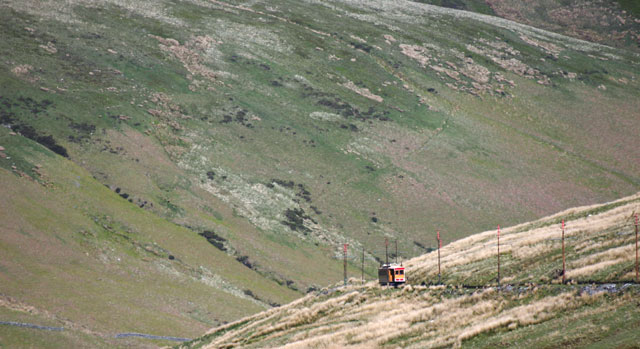
Снейфеллская горная железная дорога

На вершину горы ведёт несколько путей. По склону горы проходит автодорога A18, которая также известна как Снейфеллская горная дорога (Snaefell Mountain Road). По этой дороге проходит трасса мотогонок. С городком Лакси вершину горы связывает Снейфеллская горная железная дорога (Snaefell Mountain Railway).

## История

### Измерение высоты
Первое измерение высоты Снейфелла состоялось 10 июля 1702 года. Тогда при помощи барометра, измеряя разницу в атмосферном давлении у подножия горы и на её вершине, епископ Уилсон пришёл к выводу, что высота Снейфелла составляет 564 ярда.
На карте острова, составленной в 1789 году британским морским офицером Петером Фаринном, в качестве высоты горы указана цифра в 580 ярдов (или 1470 футов) над уровнем моря. На геологической карте 1814 года указана высота в 2000 футов. В ходе картографического исследования (Ordnance Survey) высота горы была определена как 2034 фута.

### Туризм
Уже в середине XIX века Снейфелл был популярным местом для пикников. В изданном в 1861 году путеводителе по Острову Мэн (LEECH’S GUIDE and DIRECTORYof the ISLE OF MAN ITS Scenery, History, Popular Customs, &c) горе посвящена отдельная глава. Однако по-настоящему популярным туристическим объектом гора стала после того, как в 1895 году открылась Снейфеллская горная железная дорога. На вершине горы туристы могли купить эксклюзивные открытки, которые можно было приобрести только у местного гида. Для отправки корреспонденции на вершине был установлен почтовый ящик.
Сейчас на вершине горы расположено кафе (Summit Cafe) и отель (Summit Hotel).

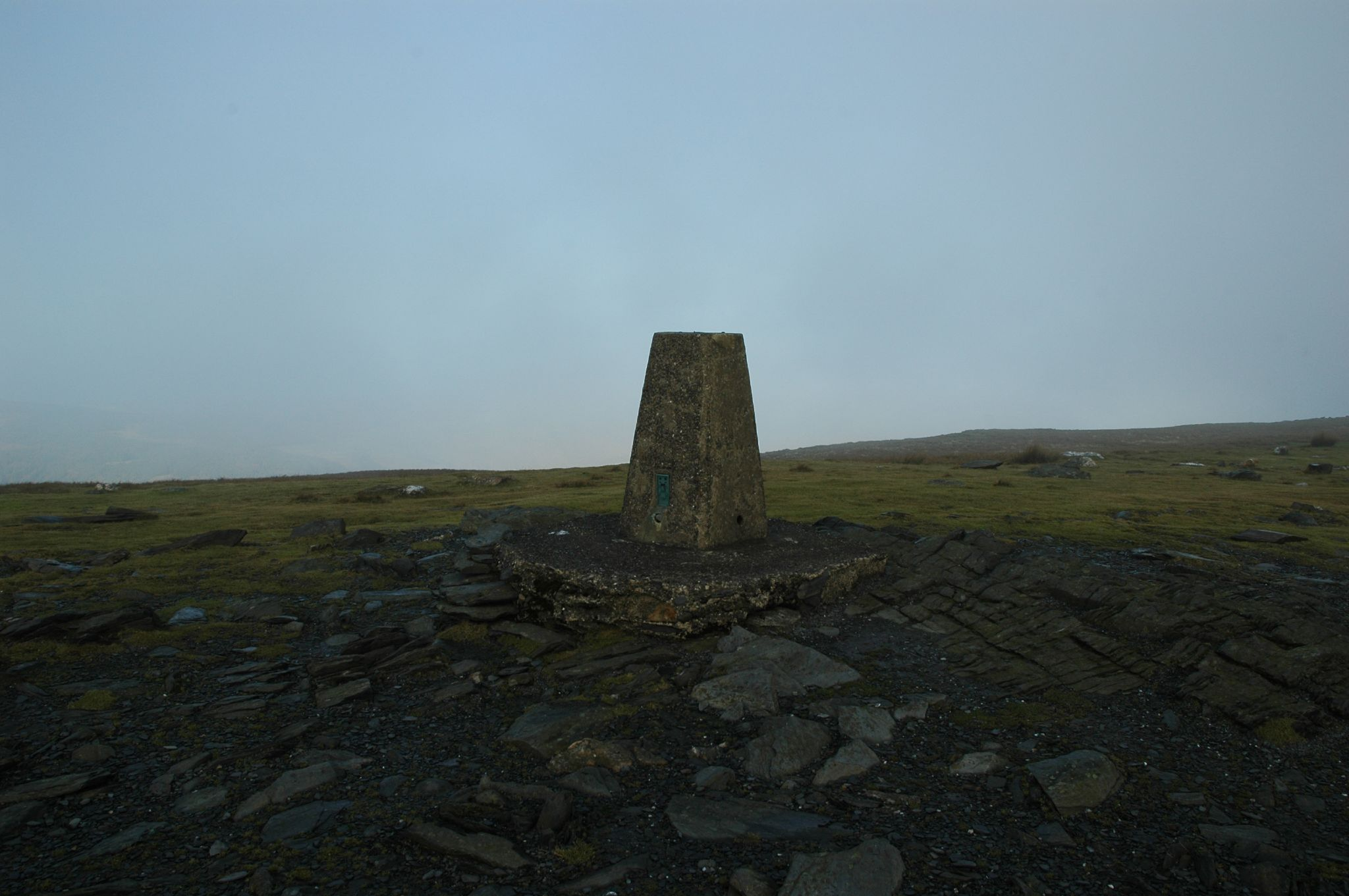
Вершина горы
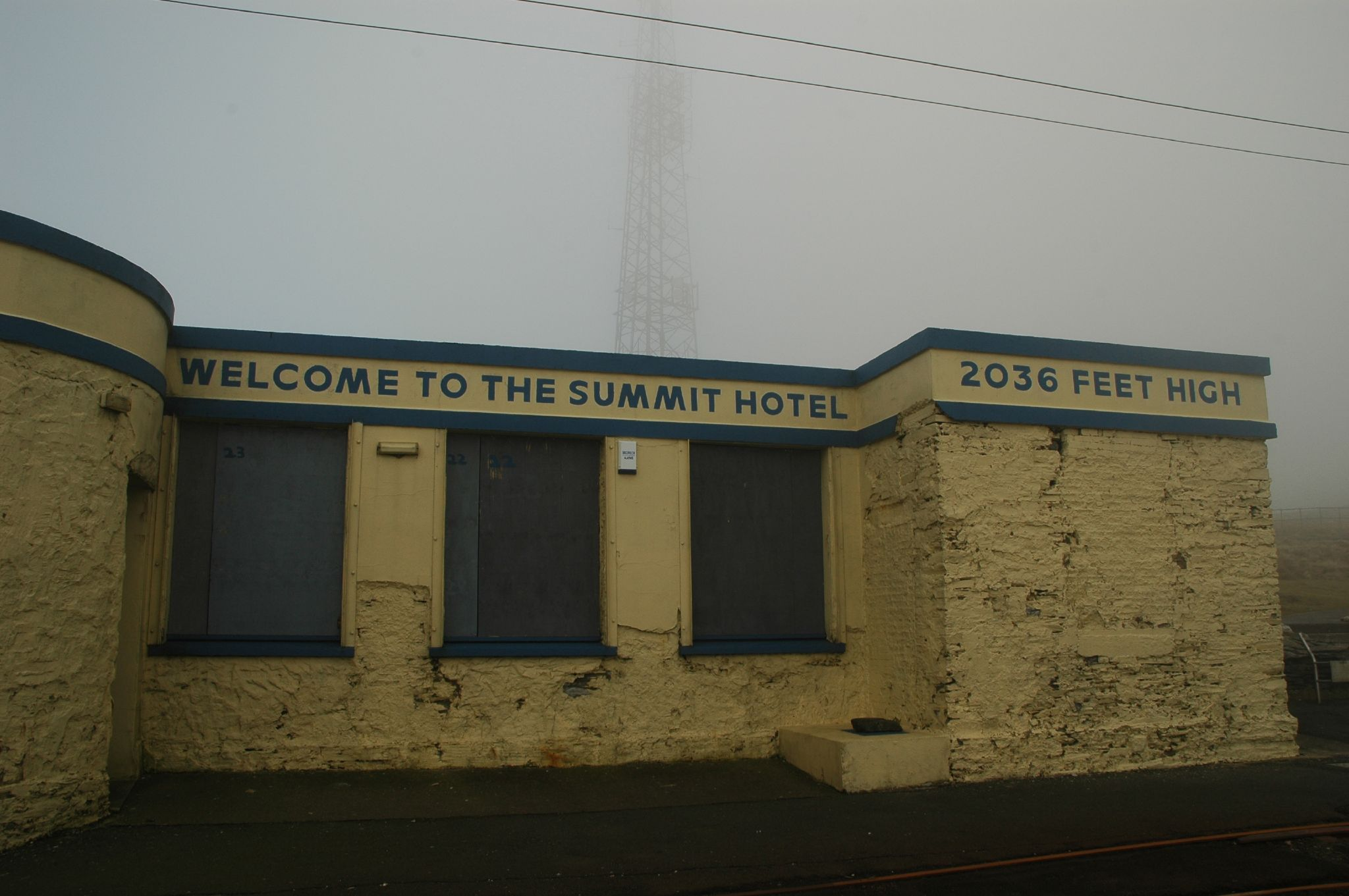
Отель на вершине